# Chó bò Catahoula
Chó bò Catahoula là một con chó lai, tạo ra bằng cách phối giống giữa hai giống chó khác nhau là Chó Catahoula Cur và Chó bò Hoa Kỳ. Hiện tại, chúng không được xem là giống chó bởi bất kỳ tổ chức và nhà lai tạo lớn nào.

## Tính cách
Mặc dù được sử dụng như một con chó săn, làm việc và bảo vệ, chó Bulldogah thường là động vật đồng hành. Chúng được cho là trung thành và bảo vệ người chủ của mình, nhưng rất bình tĩnh và quan sát môi trường xung quanh.

### Chăn gia súc và săn bắn
Kết quả của việc kết hợp hai giống là một con chó lớn, có cơ thể gồ ghề và thông minh, với nhiều ích lợi tăng thêm trong cả săn bắn và chăn gia súc.
Trong chăn gia súc, Chó bò Catahoula có khả năng tự nhiên của giống Chó Catahoula Leopard, sử dụng tính hăm dọa thị oai đến các bầy đàn gia súc ở nông trại hay chuồng gia súc. Trong một cuộc chiến với lợn, giống chó lai này mạnh mẽ và thông minh để bắt một con lợn thực sự. Là một giống chó săn gấu, Chó bò Catahoula nổi trội, có kích thước và tính hung hăng của Chó bò Hoa Kỳ cũng như khả năng thông minh và săn bắn của Chó Catahoula Leopard. Từ chó bò Hoa Kỳ, giống chó lai này có được sức mạnh hàm lớn, thân nặng hơn và đôi chân khỏe hơn.

## Lịch sử
Chó bò Catahoula đã tồn tại trong hơn 100 năm, được tìm thấy chủ yếu ở miền nam Hoa Kỳ.